# Momentos de imagen
En procesamiento de imagen, visión artificial y campos relacionados, un momento de imagen es cierto promedio ponderado particular de las intensidades de los píxeles de una imagen; o también una función de tales momentos.
Los momentos de imagen son útiles de describir objetos luego de una segmentación.  Algunas propiedades simples de la imagen, tales como centroide, área y orientación, se obtienen a partir de esos momentos.

## Momentos espaciales
Para un función 2D continua f(x,y) el momento de orden (p + q) está definido por
{\displaystyle M_{pq}=\int \limits _{-\infty }^{\infty }\int \limits _{-\infty }^{\infty }x^{p}y^{q}f(x,y)\,dx\,dy}
para p,q = 0,1,2,...
El dominio de una imagen es discreto, y está dado por las coordenadas de sus píxeles.  Tales coordenadas se expresan con números enteros.
Adaptando la formulación anterior al dominio discreto de una imagen, e interpretando la función f(x,y) como las intensidades de los píxeles I(x,y), los momentos de una imagen se calculan de la siguiente manera:
{\displaystyle M_{ij}=\sum _{x}\sum _{y}x^{i}y^{j}I(x,y)\,\!}
En el caso particular pero muy frecuente de imágenes binarias, el valor de I(x,y) sólo puede ser 0 o 1, y la fórmula anterior se expresa de manera más compacta, en el dominio de coordenadas x,y donde I(x,y) = 1:
{\displaystyle \sum _{x}\sum _{y}x^{i}y^{j}\,\!}
Por sus aplicaciones en el análisis de imágenes, los momentos de orden 0 a 3 son de interés general, mientras que órdenes superiores se reservan para aplicaciones muy específicas.

### Interpretaciones y aplicaciones
Dos propiedades básicas de la imagen derivan de los momentos espaciales de órdenes 0 y 1:
- Área de una imagen binaria: {\displaystyle M_{00}}
- Centroide {\displaystyle \{{\bar {x}},\ {\bar {y}}\}=\left\{{\frac {M_{10}}{M_{00}}},{\frac {M_{01}}{M_{00}}}\right\}}

## Momentos centrales: invariantes traslacionales
Los momentos centrales se definen como
{\displaystyle \mu _{pq}=\int \limits _{-\infty }^{\infty }\int \limits _{-\infty }^{\infty }(x-{\bar {x}})^{p}(y-{\bar {y}})^{q}f(x,y)\,dx\,dy}
donde {\displaystyle {\bar {x}}={\frac {M_{10}}{M_{00}}}} e {\displaystyle {\bar {y}}={\frac {M_{01}}{M_{00}}}} son las coordenadas del centroide.
La fórmula adaptada a imágenes
{\displaystyle \mu _{pq}=\sum _{x}\sum _{y}(x-{\bar {x}})^{p}(y-{\bar {y}})^{q}f(x,y)}
Los momentos centrales de orden hasta 3 son:
{\displaystyle \mu _{00}=M_{00},\,\!}
{\displaystyle \mu _{01}=0,\,\!}
{\displaystyle \mu _{10}=0,\,\!}
{\displaystyle \mu _{11}=M_{11}-{\bar {x}}M_{01}=M_{11}-{\bar {y}}M_{10},}
{\displaystyle \mu _{20}=M_{20}-{\bar {x}}M_{10},}
{\displaystyle \mu _{02}=M_{02}-{\bar {y}}M_{01},}
{\displaystyle \mu _{21}=M_{21}-2{\bar {x}}M_{11}-{\bar {y}}M_{20}+2{\bar {x}}^{2}M_{01},}
{\displaystyle \mu _{12}=M_{12}-2{\bar {y}}M_{11}-{\bar {x}}M_{02}+2{\bar {y}}^{2}M_{10},}
{\displaystyle \mu _{30}=M_{30}-3{\bar {x}}M_{20}+2{\bar {x}}^{2}M_{10},}
{\displaystyle \mu _{03}=M_{03}-3{\bar {y}}M_{02}+2{\bar {y}}^{2}M_{01}.}
Los momentos centrales tienen interés a partir del segundo orden.  Los de primer orden son cero, y en orden cero no difiere del momento espacial.
Los momentos centrales son invariantes a la traslación.

### Aplicaciones
La orientación y la excentricidad se pueden obtener de los momentos centrales, construyendo una matriz de covarianza y calculando sus autovalores y autovectores.
Los elementos de la matriz de covarianza son:
{\displaystyle \mu '_{20}=\mu _{20}/\mu _{00}=M_{20}/M_{00}-{\bar {x}}^{2}}
{\displaystyle \mu '_{02}=\mu _{02}/\mu _{00}=M_{02}/M_{00}-{\bar {y}}^{2}}
{\displaystyle \mu '_{11}=\mu _{11}/\mu _{00}=M_{11}/M_{00}-{\bar {x}}{\bar {y}}}
La matriz de covarianza de la imagen es
{\displaystyle \operatorname {cov} [I(x,y)]={\begin{bmatrix}\mu '_{20}&\mu '_{11}\\\mu '_{11}&\mu '_{02}\end{bmatrix}}}

##### Orientación
Los autovectores de esta matriz corresponden a los ejes mayor y menor de la figura de la imagen.  El autovector dominante (el correspondiente al mayor autovalor) indica la orientación.
Alternativamente, el ángulo del eje mayor respecto del eje cartesiano más cercano (eje x o eje y) se puede calcular directamente a partir de los momentos centrales:
{\displaystyle \Theta ={\frac {1}{2}}\arctan \left({\frac {2\mu '_{11}}{\mu '_{20}-\mu '_{02}}}\right)}
El ángulo se expresa entre −45° y 45°.
Usualmente esta fórmula no evita el cómputo de autovectores, necesario para determinar el eje cartesiano de referencia para ese ángulo.

##### Excentricidad
Los dos autovalores de la matriz de covarianza se obtienen así:
{\displaystyle \lambda _{i}={\frac {\mu '_{20}+\mu '_{02}}{2}}\pm {\frac {\sqrt {4{\mu '}_{11}^{2}+({\mu '}_{20}-{\mu '}_{02})^{2}}}{2}},}
La excentricidad es un valor entre 0 y 1.  1 es la excentricidad de una circunferencia, 1 es la de un segmento.  Se obtiene a partir de los autovalores (λ1 es el mayor autovalor):
{\displaystyle {\sqrt {1-{\frac {\lambda _{2}}{\lambda _{1}}}}}.}

## Momentos normales: invariantes a la escala
Los momentos normales ηi j son invariantes a la traslación y a la escala, y se pueden calcular a partir de los momentos centrales dividiendo por una potencia apropiada del momento de orden cero:
{\displaystyle \eta _{ij}={\frac {\mu _{ij}}{\mu _{00}^{\left(1+{\frac {i+j}{2}}\right)}}}\,\!}
Dónde i + j ≥ 2.
Nota que translational la invariancia directamente sigue por único utilizando momentos centrales.

## Momentos de Hu: invariantes de rotación
Los invariantes de Hu son 7 momentos bien conocidos, invariantes a la rotación, escala y traslación, y se calculan a partir de los momentos normales:
{\displaystyle I_{1}=\eta _{20}+\eta _{02}}
{\displaystyle I_{2}=(\eta _{20}-\eta _{02})^{2}+4\eta _{11}^{2}}
{\displaystyle I_{3}=(\eta _{30}-3\eta _{12})^{2}+(3\eta _{21}-\eta _{03})^{2}}
{\displaystyle I_{4}=(\eta _{30}+\eta _{12})^{2}+(\eta _{21}+\eta _{03})^{2}}
{\displaystyle I_{5}=(\eta _{30}-3\eta _{12})(\eta _{30}+\eta _{12})[(\eta _{30}+\eta _{12})^{2}-3(\eta _{21}+\eta _{03})^{2}]+(3\eta _{21}-\eta _{03})(\eta _{21}+\eta _{03})[3(\eta _{30}+\eta _{12})^{2}-(\eta _{21}+\eta _{03})^{2}]}
{\displaystyle I_{6}=(\eta _{20}-\eta _{02})[(\eta _{30}+\eta _{12})^{2}-(\eta _{21}+\eta _{03})^{2}]+4\eta _{11}(\eta _{30}+\eta _{12})(\eta _{21}+\eta _{03})}
{\displaystyle I_{7}=(3\eta _{21}-\eta _{03})(\eta _{30}+\eta _{12})[(\eta _{30}+\eta _{12})^{2}-3(\eta _{21}+\eta _{03})^{2}]-(\eta _{30}-3\eta _{12})(\eta _{21}+\eta _{03})[3(\eta _{30}+\eta _{12})^{2}-(\eta _{21}+\eta _{03})^{2}].}
El primer invariante de Hu, I1, es análogo al momento de inercia alrededor de centroide, donde las intensidades de los píxeles son análogas a densidad física.
El último invariante de Hu, I7, es invariante torcida, el cual lo habilita para reconocer imágenes espejadas. Dos valores de igual magnitud y diferente signo corresponden a imágenes espejadas.
Posterior al trabajo de Hu, J. Flusser elaboró una teoría general sobre conjuntos completos e independientes de invariantes rotacionales derivados de momentos. Demostró que el conjunto invariantes de Hu no es ni completo ni independiente:  por un lado I3 es redundante, pues es dependiente de otros, y por otro falta un invariante, propuesto por Flusser y denominado "octavo invariante de Hu":
{\displaystyle I_{8}=\eta _{11}[(\eta _{30}+\eta _{12})^{2}-(\eta _{03}+\eta _{21})^{2}]-(\eta _{20}-\eta _{02})(\eta _{30}+\eta _{12})(\eta _{03}+\eta _{21})}

### Aplicaciones
Los invariantes de Hu se utilizan para reconocer formas 2D en diferentes posiciones (traslaciones), orientaciones (rotaciones) y tamaños (escala).

## Invariancia 2D
Las invariancias mencionadas se limitan al espacio 2D de la imagen.  Estos momentos no son invariantes a cambios de perspectivas y ni a rotaciones en ejes que no sea el eje perpendicular a la imagen.